# Aller simple (Tres historias del Río de la Plata)
Aller simple (Tres historias del Río de la Plata) es una película combinación de documental y ficción coproducción de Argentina y Francia filmada en colores dirigida por Noël Burch, Nadine Fischer y Nelson Scartaccini sobre su propio guion escrito sobre sus propios textos además de los pertenecientes a Eve de Boise y Jerome Prieur sobre la base de una investigación de Nadine Fischer, Nelson Scartaccini y Hanna MitchelIn que se estrenó el 2 de julio de 1998.
La expresión Aller simple refiere la situación de un inmigrante y significa solo de ida.

## Sinopsis
Las diferentes suertes de tres inmigrantes: un italiano, un francés y una gallega.

## Fragmentos incluidos de otros filmes
La película incluye fragmentos de estos filmes:
- Juan Sin Ropa (1919) dir. Georges Benoît y Héctor Quiroga
- Nobleza gaucha (1915) dir. Humberto Cairo, Ernesto Gunche y Eduardo Martínez de la Pera
- Federación agraria (1923)
- Perdón viejita (1924) dir. José Agustín Ferreyra
- La chica de la calle Florida (1927) dir. José Agustín Ferreyra
- Su mejor alumno (1944) dir. Lucas Demare
- Pampa bárbara (1945) dir. Lucas Demare y Hugo Fregonese

## Reparto
Actores de voz
- Jacques Vidou
- Jean-Marc Bory
- Luca Nicolay
- Irma Ranedo

## Comentarios
Luciano Monteagudo en Página 12 escribió:

«Si hay un rasgo particularmente distintivo….es la audacia con que transita por esa frontera indiscernible entre el documental y la ficción, entre el registro de una realidad y la construcción de una saga, que no es otra que la dese imperio –como decía Malraux- que nunca existió, Argentina…Si hubiera que hacerle un reproche al film…sería que por momentos sus personajes son excesivamente arquetípicos, existen más en función de lo que representan que de su propio itinerario vital.»

Horacio Bernades en Página 12 opinó:

«Un documental que cruza fronteras y abre caminos…pide al espectador algo que pocos documentales solicitan: un esfuerzo de imaginación para corresponder esas imágenes que  con las historia de ficción que se cuenta. Este documental recuerda que el cine es, entre otras cosas, el arte de esa ilusión que se llama montaje.»

Diego Lerer en Clarín dijo:

«A la película no la favorece su excesivo didactismo y su algo arquetípico dibujo del trío de historias…allí donde debería soltar la imaginación que ha puesto en la selección del material visual, la película prefiere ceñirse al tono educativo, casi de materia escolar. Pero aun así es un material de alto interés  .»

Manrupe y Portela escriben:

«…itinerario documental y ficcional sobre el pasado migratorio de la Argentina, con un enorme trabajo de archivo y un exigente aprovechamiento de sus recursos.»